# Der Knabe mit der roten Weste
Der Knabe mit der roten Weste, Originaltitel: Le garçon au gilet rouge, ist der Titel einer Serie von Gemälden des französischen Malers Paul Cézanne aus dem Jahr 1888 oder 1890, auf denen er das italienische Modell Michelangelo di Rosa in seinem Atelier porträtierte. Die Variationen des Motivs befinden sich im Besitz der Stiftung Sammlung E. G. Bührle im Kunsthaus Zürich, im Museum of Modern Art in New York, in der National Gallery of Art in Washington D.C. und bei der Barnes Foundation in Philadelphia. Alle Bilder sind in Ölfarben auf Leinwand gemalt, in der Größe variieren sie.
Das Werk aus dem Zürcher Bestand galt von Februar 2008 bis April 2012 infolge eines Kunstraubs als verschollen. Bei einem Raubüberfall am 10. Februar 2008 hatten drei maskierte und bewaffnete Männer das Privatmuseum überfallen. Die Polizei spürte das Gemälde 2012 in Belgrad auf und nahm drei mutmaßliche Täter fest.

## Bilder
| Stiftung Sammlung Bührle | Museum of Modern Art | National Gallery of Art | Barnes Foundation |
| ------------------------ | -------------------- | ----------------------- | ----------------- |
|                          |                      |                         |                   |

## Bildbeschreibungen
Das Gemälde der Sammlung Bührle zeigt einen jungen Mann, der auf einem Stuhl sitzt. Er trägt eine braune Hose und ein weißes Hemd, darüber einen blauen Schal und eine Weste mit hellbraunem Rücken und rotem Vorderteil. Der rechte Arm ist auf seinem rechten Oberschenkel abgelegt, mit dem linken Arm liegt er mit dem Ellenbogen auf dem Tisch auf und er stützt seinen Kopf mit den halblangen braunen Haaren mit der linken Hand ab. Ein wesentliches Element des Bildes ist eine Verlängerung des rechten Oberarmes und des Oberkörpers des Jungen. Vor ihm liegt ein weißer Papierbogen auf einem Tisch. Sein Kopf ist aufrecht, seine Augen sind weder auf den Betrachter noch auf den Tisch gerichtet, stattdessen blickt er geistesabwesend in Richtung des rechten Bildrandes. Im Hintergrund befindet sich die Atelierwand des Künstlers mit zwei angeschnittenen Bildern und einem Vorhang.
Auch die anderen Bilder der Serie sind im Atelier von Cézanne entstanden und zeigen den Jungen in unterschiedlichen Posen vor der Atelierwand. Bei dem New Yorker Exemplar ist er sitzend mit Blick auf den linken Bildrand dargestellt, die Hände auf den Oberschenkeln liegend. Bei dem Bild in Washington D.C. wurde er stehend von vorn porträtiert, wobei er den rechten Arm auf seine Hüfte stützt. Die dritte Version der Barnes Foundation ist ebenfalls ein Frontalporträt, diesmal sitzend.

## Hintergrund und Deutung
Nachdem Cézanne zunächst nur Familienmitglieder oder Freunde porträtiert hatte, gestattete es ihm seine bessere Finanzlage, für das 1888–1890 geschaffene Porträt Der Knabe mit der roten Weste ein Berufsmodell zu verpflichten, einen jungen Italiener namens Michelangelo di Rosa. Er wurde insgesamt auf vier Gemälden und zwei Aquarellen in Cézannes Atelier gemalt.

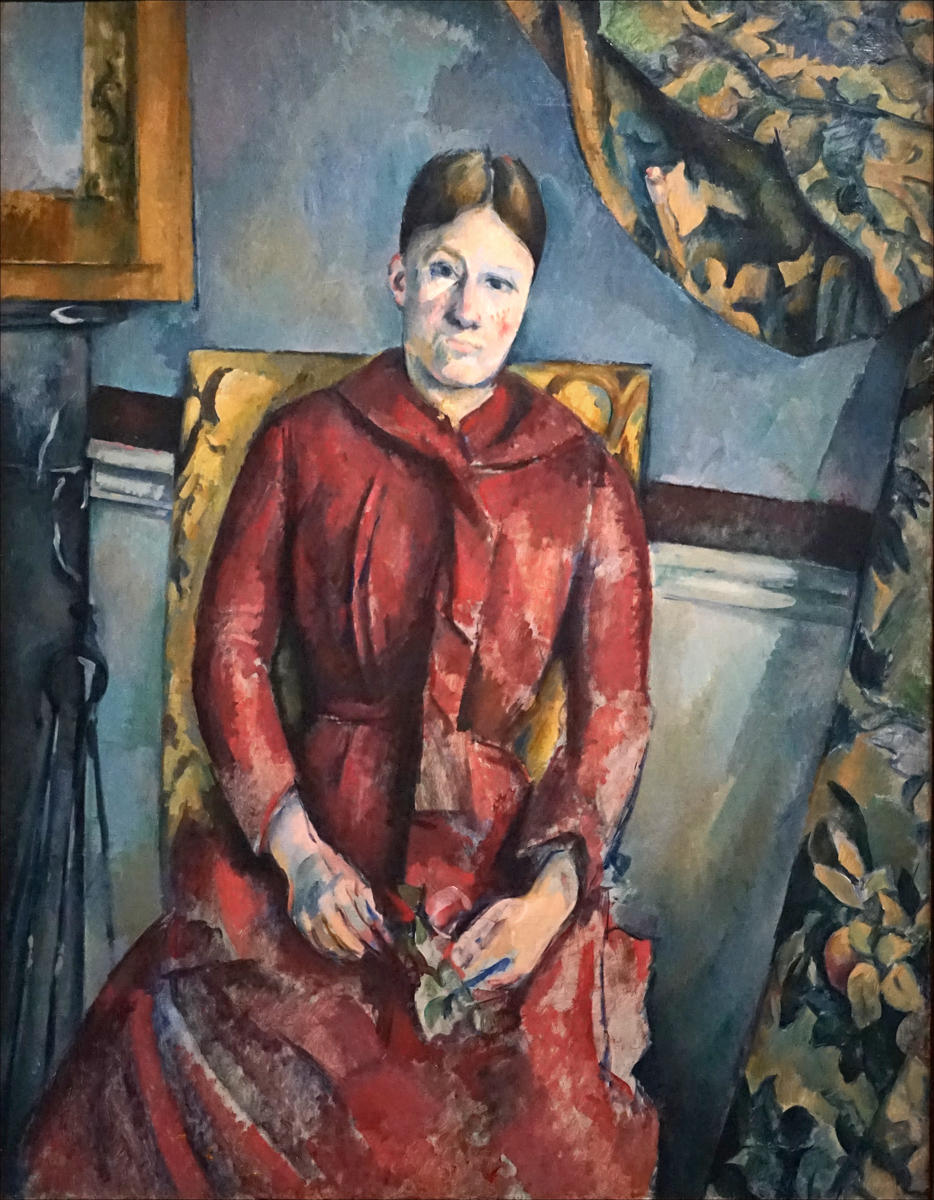
Madame Cézanne im roten Kleid (Madame Cézanne en robe rouge), etwa 1888 bis 1890, Metropolitan Museum of Art

Eine Besonderheit des Bildes ist die „körperliche Deformation“ durch die Verlängerung des rechten Oberarmes des Jungen. Nach Christoph Wetzel bildet dieser überlange Arm „mit seiner sinnlich spürbaren Schwere des untätigen Herunterhängens den wirkungsvollen Kontrast zur subtilen Gestaltung des aufgestützten Hauptes.“ Andreas Maurer bezeichnet das Bild im Kunstmagazin Parnass als „modisches Bild mit stylischer Weste“, das „alles andere als leicht zugänglich“ sei. Auch er bezieht sich dabei vor allem auf den überlangen Arm und zitiert dazu Max Liebermann, der gesagt haben soll: „ein so schön gemalter Arm könne gar nicht lang genug sein“. Seiner Ansicht nach bildet er „auf den ersten Blick eine Art Schranke, die den Zutritt zur Szenerie verweigert“, und es zeige sich erst bei eingehenderer Betrachtung, „dass gerade diese Abnormalität wesentlich zur Geschlossenheit der Komposition beiträgt,“ indem der Blick „auf den Kreis aus Gesicht, rechtem Arm und stützendem Ellenbogen“ gelenkt werde.
Maurer geht darüber hinaus auf die Farbwahl und die Besonderheit der roten Weste ein. Nach seiner Darstellung scheint sich das „Kolorit des Raumes […] von der Weste des Jungen auszudehnen oder sich in dem Modestück zu verdichten.“ Der Junge, seine Weste und der Raum „verschmelzen zur untrennbaren Einheit, reduzierte Gesichtszüge formen den Jungen zum Interieur.“ Im Bezug zu dem verlängerten Arm bildet sich damit eine Brücke in die Moderne, bei der statt Porträt-Details das „perspektivisch verzerrte Bild-Ganze in den Vordergrund rückt“. Er vergleicht das Bild dabei mit Cézannes Madame Cézanne im roten Kleid, das etwa zur gleichen Zeit gemalt wurde. Er betont auch die Farbe der Kleidung, die den Farben der Trikolore (rot/weiß/blau) entsprechen, und stellt die Frage in den Raum, ob der Knabe als Synonym Frankreichs aufzufassen und „ein Symbol für die Müdigkeit und Hoffnungslosigkeit der Nation“ sei. Dabei stellt er das Bild aufgrund der Körpersprache des Knaben, „auf sich selbst zurückgeworfen und in Gedanken versunken“, in eine Reihe mit den Bildern Melencolia I oder Christus als Schmerzensmann von Albrecht Dürer.
Céline Delavaux stellt die „Hommage an die Farbe“ des Bildes als Auffassung der Impressionisten dar, bei dem alles, was man sieht, wichtiger ist „als eine akademisch geprägte Darstellung, die sich an die Logik der Perspektive hält und die Proportionen respektiert.“ Sie sieht zudem Vorgriffe auf den Kubismus von Pablo Picasso und Georges Braque, nach dem die „Natur gemäß Zylinder, Kugel und Kegel“ zu behandeln sei.

## Provenienz

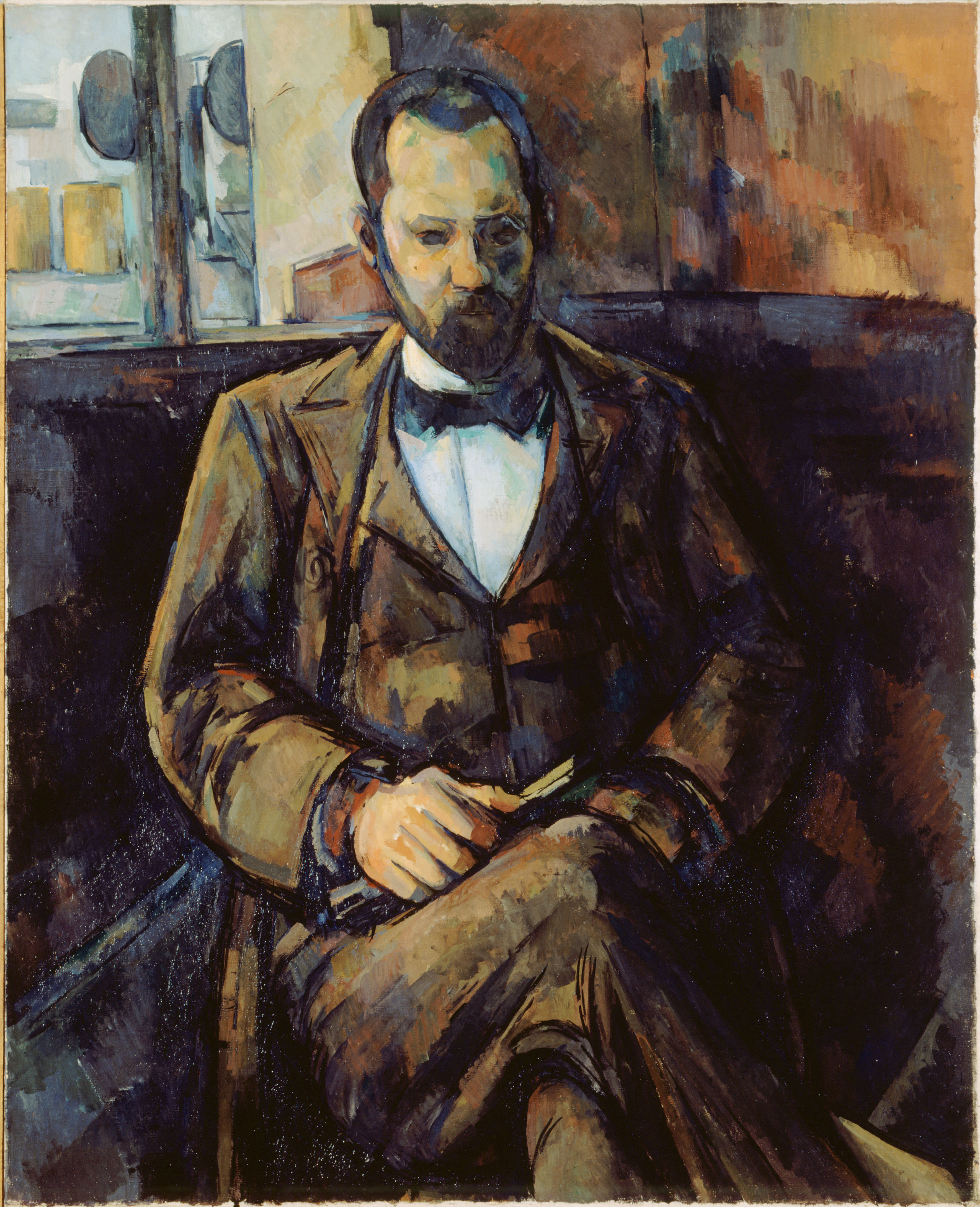
Paul Cézanne: Porträt des Ambroise Vollard, 1899;
Der Pariser Kunsthändler stellte die Bildserie 1895 in seiner Galerie aus und kaufte alle vier Bilder vom Künstler.

Die Bilder der Serie wurden einige Jahre nach seiner Fertigstellung durch Cézanne um 1895 von dem französischen Kunsthändler und -sammler Ambroise Vollard in Paris direkt von dem Künstler gekauft. Wahrscheinlich geschah dies nach einer Ausstellung 1895 in dessen Galerie, wo sie zum ersten Mal der Öffentlichkeit präsentiert wurden. In der Folge verkaufte er sie einzeln an unterschiedliche Personen.

### Bild der Sammlung Bührle
Am 30. Juli 1909 verkaufte Vollard das heute in der Stiftung der Sammlung Bührle befindliche Bild für 20.000 Franc an den Sammler Marcell Nemes in Budapest, wo es bis 1913 verblieb. Über eine Verkaufsauktion der Sammlung ging das Bild an den deutschen Sammler Gottlieb Friedrich Reber in Wuppertal für einen Betrag von 56.000 Franc. Am 28. August 1948 kaufte der Schweizer Emil Bührle in Zürich das Bild von seinem Vorbesitzer für 400.000 Schweizer Franken. Das Bild blieb bis zu dessen Tod im Besitz von Bührle und wurde von ihm an seine Erben weitergegeben, die es 1960 an die Stiftung Sammlung E. G. Bührle übergaben.

### Bild des Museum of Modern Art
Das heute im Museum of Modern Art befindliche Werk wurde von Vollard bereits 1895 an den französischen Maler Claude Monet in Giverny verkauft. Von ihm wurde es an seinen jüngsten Sohn Michel Monet weitergegeben und gelangte von diesem schließlich an den Kunsthändler Paul Rosenberg in Paris, der es erst an den Industriellen und Sammler Alfred Chester Beatty und nach Rücknahme im Juni 1955 an David and Peggy Rockefeller verkaufte, die es noch im gleichen Jahr an das Museum of Modern Art in New York weitergaben.

### Bild der National Gallery of Arts
Das dritte Werk verkaufte Vollard 1896 an den italienischen Kunstsammler Egisto Fabbri, wo es mindestens bis 1925 verblieb. 1929 wurde es an den Bankier Jakob Goldschmidt verkauft und kam so in die Vereinigten Staaten. Seine Erben versteigerten es gemeinsam mit weiteren Erbstücken am 15. Oktober 1958 bei dem Auktionshaus Sotheby’s in London, wo es von der Carstairs Gallery, New York, für Mr. and Mrs. Paul Mellon in Upperville, Virginia, gekauft wurde. 1995 wurde es der National Gallery of Arts als Geschenk übereignet.

### Bild der Barnes Foundation
Das vierte Bild verkaufte Vollard an die Galerie Barbazanges in Paris. Dort wurde es am 7. Juli 1923 von Albert C. Barnes gekauft und verblieb bis zu seinem Tod in dessen Besitz. Mit dem Erbe ging es in den Bestand der Barnes Foundation über.

## Ausstellungen
Die Bilder der Serie wurden seit ihrer Entstehung international in verschiedenen Ausstellungen gezeigt. Die erste Präsentation fand dabei für alle Bilder 1895 in der Galerie von Ambroise Vollard in Paris statt, bevor sie von Cézanne an diesen verkauft wurden.

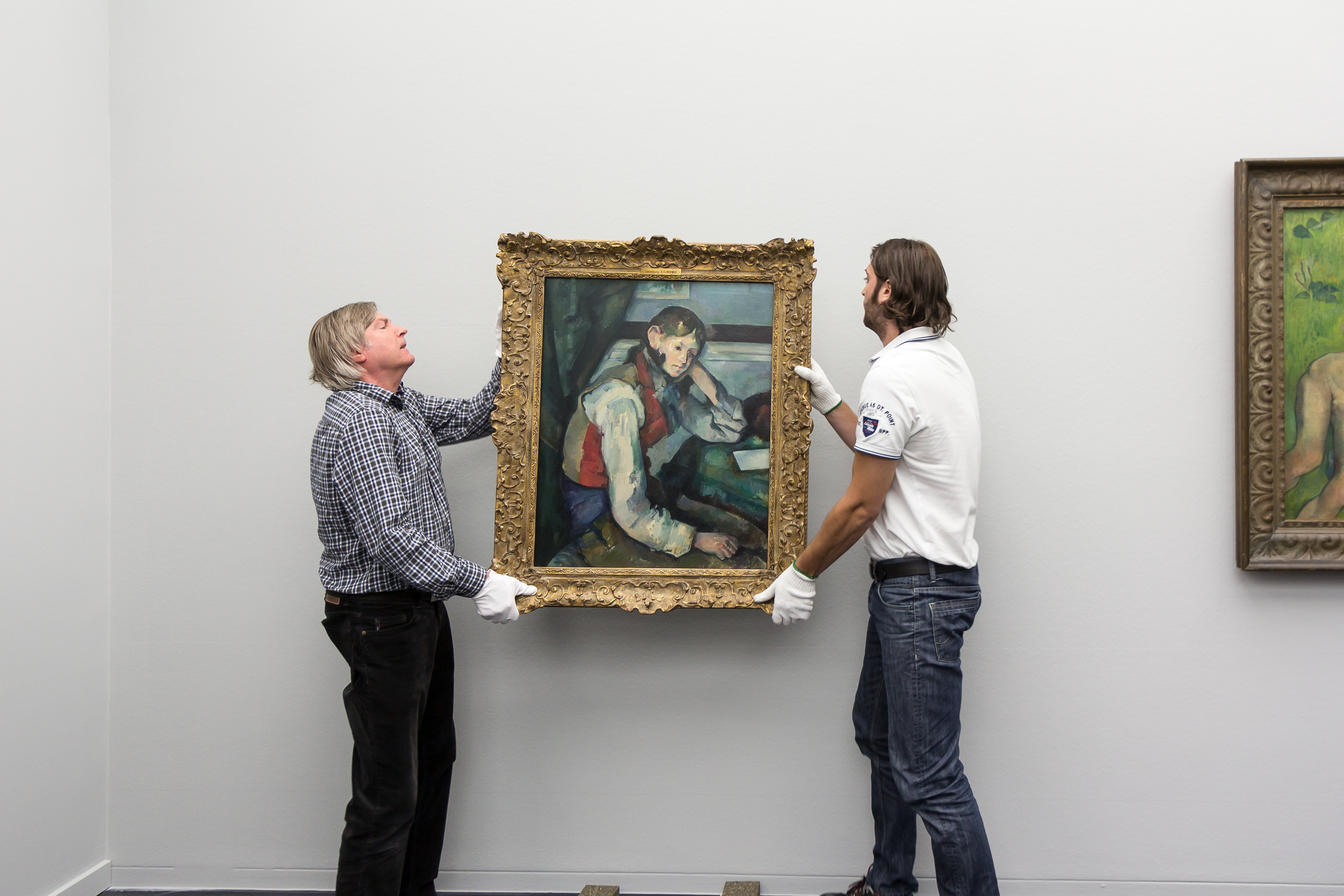
Der Knabe mit der roten Weste, Aufhängung in der Ausstellung „Von Dürer bis van Gogh – Sammlung Bührle trifft Wallraf“, September 2016, im Wallraf-Richartz-Museum, Köln

### Bild der Sammlung Bührle
Die Stiftung Sammlung E. G. Bührle listet auf ihrer Homepage zahlreiche Ausstellungen, bei denen das bei ihnen befindliche Bild gezeigt wurde. Von 1907 bis 1910 wurde es allein drei Mal in Budapest, der Heimatstadt seines Besitzers Marcell Nemes, sowie einmal in der Galerie von Paul Cassirer in Berlin gezeigt. 1912 und 1919 war es jeweils in Düsseldorf zu sehen, 1921 ein weiteres Mal bei Cassirer in Berlin, 1926 bei der Internationalen Kunstausstellung in Dresden sowie 1926 erneut in Berlin. 1929 und 1939 war es dann zum ersten Mal wieder in Paris zu sehen, beim zweiten Mal in der Galerie von Paul Rosenberg. Nach dem Zweiten Weltkrieg und nachdem es in den Besitz von Emil Bührle überging, wurde es 1950 zum ersten Mal im Kunsthaus Zürich gezeigt, 1952 ging es in die Vereinigten Staaten als Teil einer Ausstellung im Metropolitan Museum of Art in New York City. Weitere Ausstellungen folgten im Kunstmuseum Winterthur 1955, im Gemeentemuseum in Den Haag sowie erneut im Kunsthaus Zürich 1956. 1958 wurde es im Schloss Charlottenburg in Berlin und im Haus der Kunst in München gezeigt, 1959 nochmals in Paris und 1961 in der National Gallery in London. 1964 war es in Lausanne und 1967 erneut in Paris.
Es folgte eine längere Pause, bis das Bild 1990 Teil einer gemeinsam organisierten Ausstellung zu Meisterwerken der Sammlung Bührle an der National Gallery of Art in Washington, D.C., dem Musée des beaux-arts de Montréal in Kanada, dem Yokohama Museum of Art in Japan sowie der Royal Academy of Arts in London war. 1993 war es Bestandteil einer Cézanne-Ausstellung in der Kunsthalle Tübingen und 2016 war es im Wallraf-Richartz-Museum in Köln zu sehen, 2017 bei der Fondation de l’Hermitage in Lausanne sowie 2018 sowohl in National Art Center in Tokyo, dem Kyushu National Museum in Fukuoka und dem Nagoya City Art Museum.
Im Februar 2008 wurde es bei einem bewaffneten Raubüberfall gemeinsam mit drei weiteren Gemälden, je einem Werk von Claude Monet, Vincent van Gogh und Edgar Degas, aus dem Museum der Stiftung in Zürich gestohlen. Zum Zeitpunkt des Raubs wurde der Wert des Bildes auf 91 Millionen US-Dollar geschätzt. Zwei der Bilder wurden wenige Monate später auf einem Parkplatz wiedergefunden, im April 2012 ergab sich auch eine Spur zu Der Knabe mit der roten Weste in Belgrad. Kurz darauf konnte das Bild wiederbeschafft und zurück in die Stiftung gebracht werden, drei Personen wurden im Zusammenhang mit dem Diebstahl festgenommen. Die an dem Kunstraub beteiligten Männer wurden zu Haftstrafen von zwischen vier und sieben Jahren verurteilt.

### Bild der National Gallery of Arts
Auch das Bild aus der National Gallery of Arts war in zahlreichen Ausstellungen zu sehen. 1910 befand es sich in der Exposition Cezanne in Paris und 1920 bei der XII Esposizione Internazionale d'Arte della Città di Venezia in Venedig. 1936 wurde in den New Burlington Galleries in London gezeigt. Ab 1937 war es einige Jahrzehnte nur in den Vereinigten Staaten zu sehen, so 1937 in New York, 1939 in San Francisco sowie in den 1940er Jahren mehrfach in New York, darunter 1941 und 1949 im Museum of Modern Art. 1955 war es erstmalig wieder in Paris im Musée de l’Orangerie. 1966 wurde es zum ersten Mal in der National Gallery of Arts in Washington gezeigt, 1971 war es sowohl in Washington als auch im Art Institute of Chicago und im Museum of Fine Arts, Boston, zu sehen. Zum 50-jährigen Jubiläum 1991 war es als eines der Gifts in Honor of the 50th Anniversary of the National Gallery of Art wieder in der National Gallery of Art in Washington, wo es 1999 ein weiteres Mal Teil einer Ausstellung zu Ehren der Spender Mr. and Mrs. Paul Mellon war.
2004 wurde es im Museum Folkwang in Essen im Rahmen einer Sonderausstellung zu Cézanne: Aufbruch in die Moderne gezeigt, und 2006 bis 2007 war es Teil einer Ausstellung zu Ehren von Ambroise Vollard im Metropolitan Museum of Art in New York, dem Art Institute of Chicago und dem Musée d’Orsay in Paris. 2011 wurde es in einer Sonderausstellung im Museum of Fine Arts, Houston, sowie im National Art Center, Tokyo und dem Kyoto Municipal Museum of Art gezeigt. 2017 war es erneut im Musée d’Orsay in Paris sowie in der National Portrait Gallery in London und der National Gallery of Art in Washington.

### Bild der Barnes Foundation
Das heute in der Barnes Foundation hängende Bild war 1910 Bestandteil einer weiteren Cézanne-Ausstellung in der Galerie Vollard in Paris, danach wurde es lange Zeit nicht mehr öffentlich gezeigt (bzw. wird dies nicht von der Foundation dokumentiert). 1993/94 wurde es in der National Gallery of Art in Washington sowie nachfolgend im Musée d’Orsay in Paris, dem National Museum of Western Art in Tokyo, dem Kimbell Art Museum in Fort Worth, Texas, der Art Gallery of Ontario und 1995 dem Philadelphia Museum of Art gezeigt. Im gleichen Jahr war es zudem Bestandteil einer Sonderausstellung zu den Bildern der Barnes Foundation im Haus der Kunst in München.

### Bild des Museum of Modern Art
Die heute im Museum of Modern Art befindliche Version wurde 1895 erstmals öffentlich in der Pariser Galerie Vollard gezeigt. 1955 war das Bild Teil der Ausstellung Paintings from Private Collections im Museum of Modern Art. Es folgte die Präsentation in der Ausstellung A Family Exhibit 1959 in der New Yorker Galerie Knoedler. Danach war es 1961 in der Schau Masterpieces: A Memorial Exhibition for Adele R. Levy in der Galerie Wildenstein in New York zu sehen. Es folgte im selben Jahr die Ausstellung Works of Art from the Collections of the Harvard Class of 1936 im Fogg Art Museum in Cambridge (Massachusetts). 1963 liehen es die Besitzer zur Ausstellung Paintings from Private Collections: Summer Loan Exhibition im Metropolitan Museum of Art in New York aus. 1968 gehörte das Bild zunächst zu einer Ausstellung im Center for Inter-American Relations in New York und ging anschließend mit anderen Werke auf eine Südamerikatour mit dem Titel Una exposición organizada bajo los auspicios del International Council of the Museum of Modern Art, New York. Stationen der Ausstellung waren das Museo Nacional de Bellas Artes in Buenos Aires, das Museo de Arte Contemporáneo de la Universidad de Chile in Santiago de Chile und das Museo de Bellas Artes in Caracas. 1994 gehörte das Gemälde zur Ausstellung Masterpieces from the David and Peggy Rockefeller Collection im Museum of Modern Art in New York. Dasselbe Haus zeigte das Bild 2021 in der Ausstellung Cézanne Drawing.

## Werkverzeichnisse
Für die Werke von Paul Cézanne existieren mehrere Werkverzeichnisse, in denen entsprechend auch die Gemälde dieser Serie verzeichnet sind. Dabei handelt es sich etwa um das Verzeichnis Cézanne: Son art, son œuvre von Lionello Venturi aus dem Jahr 1936, das Verzeichnis The paintings of Paul Cézanne: a catalogue raisonné von John Rewald aus dem Jahr 1996 oder auch den Online-Werkkatalog der Société Paul Cezanne von Walter Feilchenfeldt und Jayne Warman.
| Werkverzeichniseinträge der Bilderserie |                          |                      |                          |                   |
| Verzeichnis                             | Stiftung Sammlung Bührle | Museum of Modern Art | National Gallery of Arts | Barnes Foundation |
| Venturi 1936                            | 681                      | 680                  | 682                      | 683               |
| Rewald 1996                             | 658                      | 657                  | 659                      | 656               |
| Société Paul Cezanne                    | FWN 496                  | FWN 495              | FWN 497                  | FWN 494           |

## Belege
1. ↑  „Der Knabe mit der roten Weste“ ist zurück in der Schweiz. In: blick.ch. 24. April 2012, abgerufen am 25. November 2023.
2. ↑  Götz Adriani: Cézanne. Leben und Werk, S. 88.
3. ↑  
Christoph Wetzel: Paul Cézanne. Leben und Werk. Belser-Verlag, Stuttgart/Zürich 1984, ISBN 3-7630-1925-1; S. 77.
4. 1 2 3 4 5  
Andreas Maurer: Meisterwerke #8: Der Knabe mit der roten Weste. auf parnass.at, 14. Juni 2021; abgerufen am 27. Oktober 2023.
5. 1 2  
Céline Delavaux: Kunst, die sie nie sehen werden. Gestohlen, verschollen, zerstört. Prestel Verlag, München 2012; S. 178–181. ISBN 978-3-7913-4716-5.
6. 1 2 3 4  
Der Knabe mit der roten Weste in der Stiftung Sammlung E. G. Bührle, Inventarnummer 18; abgerufen am 27. Oktober 2023.
7. ↑  
Boy in a Red Vest im Museum of Modern Art, Inventarnummer 190.1955; abgerufen am 30. Oktober 2023.
8. 1 2 3  
Boy in a Red Waistcoat in der National Gallery of Art, Inventarnummer 1995.47.5; abgerufen am 30. Oktober 2023.
9. 1 2  
Boy in a Red Vest in der Barnes Foundation, Inventarnummer BF20; abgerufen am 30. Oktober 2023.
10. ↑  
Stolen Cezanne found by Serbian police, BBC online, 12. April 2012; abgerufen am 27. Oktober 2023.
11. ↑  Dominique Rais: Vom grössten Kunstraub der Schweiz und lukrativen Kriegsgeschäften. In: Winterthurer Stadtanzeiger, 16. Februar 2023, S. 6 (PDF; 7,8 MB).
Dominique Rais: Die Causa Bührle: Dem Vermächtnis eines kontroversen Kunstsammlers auf der Spur. In: Zürich24, 10. Februar 2023, abgerufen am 26. November 2023.
12. ↑  Angaben zu den Ausstellungen von der Website des Onlinekataloges The Paintings, Watercolors and Drawings of Paul CezanneI.
13. ↑  
Le Garçon au gilet rouge In: The Paintings, Watercolors and Drawings of Paul Cezanne, Online Catalogue Raisonné der Société Paul Cezanne (Formerly directed by Walter Feilchenfeldt, Jayne Warman and David Nash); abgerufen am 27. Oktober 2023.